# منذر التنوخي
منذر بن علم الدين سليمان بن محمد، المعروف أيضًا باسم منذر التنوخي (1556-1624) كان أميرًا بحتريًا لمنطقة الغرب في جبل لبنان وحاكم منطقة بيروت الفرعية ( زابت ) في 1616-1623. وهو خال فخر الدين الثاني.

## الخلفية والأسرة

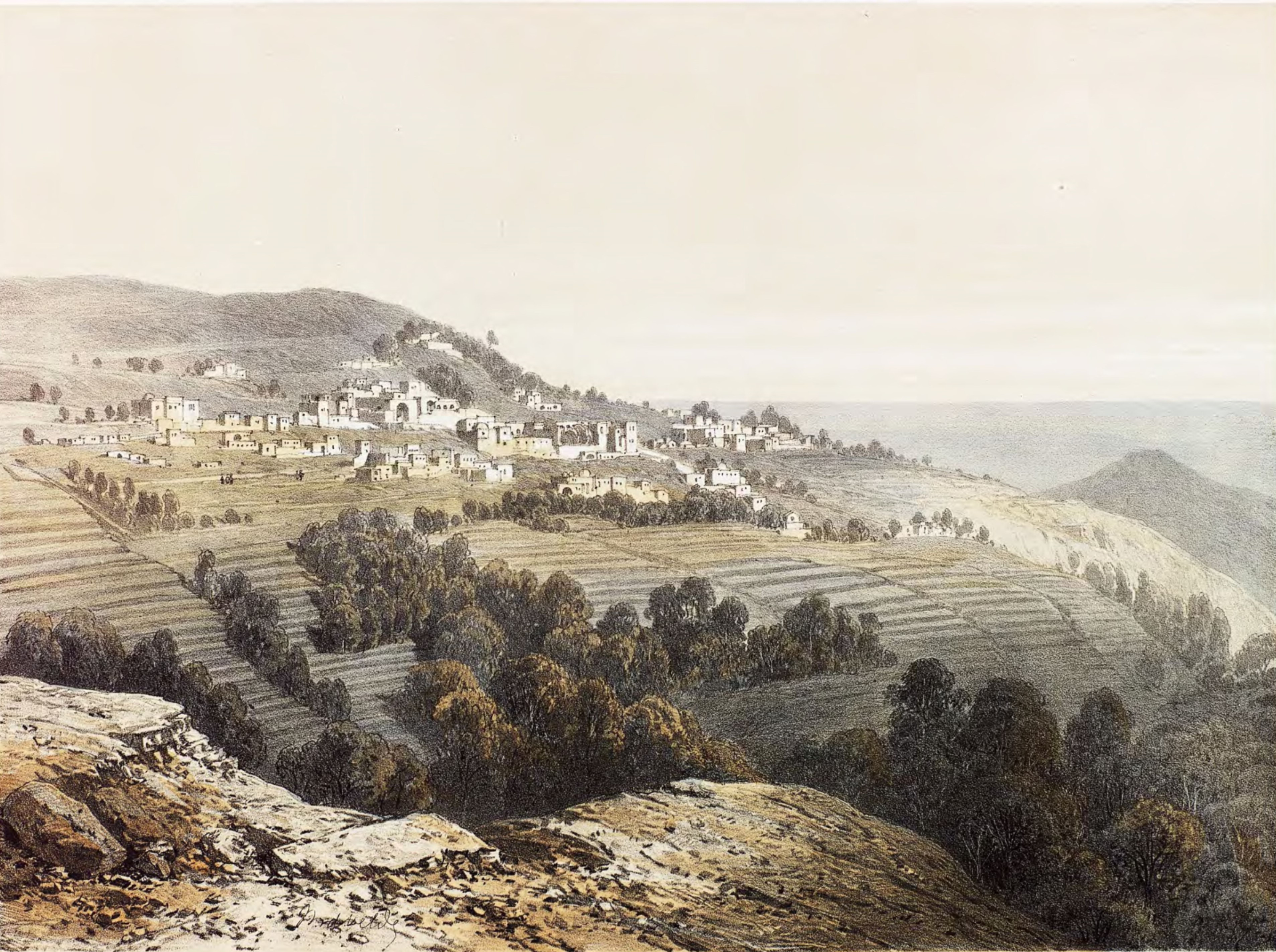
رسم تخطيطي لقرية ابيه (1857) مقر منذر وعائلته أمراء منطقة الغرب البحتريين في جبل لبنان

كان منذر أميرًا للبحتريين، وهم عائلة من أصل عربي تأسست منذ القرن الحادي عشر كقادة لمنطقة الغرب مباشرة شرق بيروت في وسط جبل لبنان. وهو ينحدر من فرع العائلة المقيم في عبيه (والآخر مقيم في عرمون). من المحتمل أنه حفيد ناصر الدين محمد، الذي شغل منصب الملتزم ( مزارع ضرائب محدود المدة) لميناء بيروت في 1567-1569 لصالح الإمبراطورية العثمانية، التي احتلت المنطقة عام 1516. كان والد ناصر الدين محمد، سيف الدين أبو بكر (توفي 1492)، يتولى مشايخ دروز جبل لبنان، بعد أن خلف قريبه البهتوريدي السيد التنوخي في المكتب الروحي. والد سيف الدين أبو بكر هو عز الدين صدقة، الثاني والأخير البحتري الذي تم تعيينه متوليًا لبيروت في عهد المماليك (1291–1516)، وخدم لفترة غير محددة في عهد السلطان برسباي (1422-1438).
في عام 1556، تزوج منذر من جليلة بنت جمال الدين أحمد، وهي امرأة من آل أرسلان، وهي عائلة من الأمراء عريقة في قرية الغرب بالشويفات ولها صلة قرابة بعيدة بالبوحتوريديين. وفي نفس العام تزوجت أخته جميلة من شقيق جليلة محمد بن جمال الدين. أخت المنذر الأخرى، والمعروفة في المصادر بالست نسب، كانت متزوجة من قرقماز بن يونس، أمير معن، وهي عائلة إمارة من الدروز في منطقة الشوف في جبل لبنان جنوب الغرب. أنجبت الست نسب فخر الدين الثاني، الذي خلف والده قرقماز كرئيس للمعنيين بعد ست سنوات من وفاة والده في الحملة العقابية العثمانية ضد الدروز في 1585-1586. خلال السنوات الست التي أعقبت الحملة، كان فخر الدين تحت حماية سيف الدين شقيق منذر في الغرب.

## الحياة مهنية
في عام 1585 عين منذر ملتزمًا لميناء بيروت. خلال الحملة العثمانية في ذلك العام، اعتقله قائد الحملة الوزير إبراهيم باشا، وأرسل إلى القسطنطينية، عاصمة الإمبراطورية. أبلغ عن احتجازه في القسطنطينية عام 1586 من قبل المؤرخ الإيطالي مينادوي، ولكن أُطلق سراحه بعد فترة وجيزة وأعيد تعيينه ملتزمًا في ميناء بيروت. أصبح ابن أخيه فخر الدين الثاني سنجق بك (حاكم المنطقة) لسنجق صيدا-بيروت في عام 1593 واستمر في شغل المنصب بشكل مباشر أو بالوكالة من خلال ابنه علي حتى عام 1613. في ذلك العام، أطلق العثمانيون حملة عقابية ضد قبيلة معن، مما دفع فخر الدين إلى الهروب إلى توسكانا. جرد آل معن من مزارعهم الضريبية وولاياتهم، باستثناء الشوف. أعيد تنصيب علي حاكمًا لصيدا-بيروت عام 1615، وهزم آل معن ائتلافًا من المنافسين المحليين، وهم السيفا المتمركزون في طرابلس ومؤيديهم الدروز، وعلماء الدين من الجرد، والصواف في المتن، و صهر المنذر محمد بن جمال الدين من الشويفات.
بعد هزيمة منافسهم الدروز، نصب آل معن أقاربهم منذر في مزرعة الضرائب في بيروت، وناصر الدين ابن سيف الدين في مزارع الضرائب في الغرب والجرد. أثناء القتال عام 1613، هدم العثمانيون منزل منذر في منطقة الناعمة ببيروت، وبعد ذلك سلمه إلى علي معن. وكان الأخير قد طلب السيطرة عليه، معتبراً المقر موقعاً استراتيجياً للإشراف على نشاط المنافسين الدروز في الغرب والجرد والمتن. لقد أعادها وحصنها. أرسل منذر وفداً إلى علي معن في صيدا لاستعادة ملكية العقار، لكن المندوبين قوبلوا بالرفض. وهددوا بأنه في حال رفض علي معن طلبهم فلن يدعموه في المواجهات المقبلة. رداً على ذلك، حشد علي رجاله ومرتزقته من الشوف وصفد واستولى على برج حمو المنذر جمال الدين في بيروت للضغط على البحتوريديين للتخلي عن طلبهم. وبينما كان المندوبون لا يزالون في صيدا، وصلهم خبر عودة فخر الدين من المنفى، فأسقطوا الأمر. بالإضافة إلى مزرعة الضرائب في بيروت، عين منذر أيضًا زابيت (حاكم منطقة فرعية) لبيروت من قبل علي معن في عامي 1616 و1618. تثبت في المنصب في 1623-1624.
قُتلت عائلة منذر، البحتريون في أبيه، جميعًا في عام 1633، بعد سقوط فخر الدين الثاني والاستيلاء عليه على يد العثمانيين. تم استدراجهم إلى اجتماع في أبيه من قبل علي علم الدين، الذي عينه العثمانيون ليحل محل آل معن في مزارعهم الضريبية في جبل لبنان. وبمجرد تجمعهم، تعرضوا لكمين وقتلوا. ولم يذكر المنذر بين القتلى، وربما مات قبل ذلك. وقتل البحتريون هم ناصر الدين، وابنه سيف الدين، والشيخ يحيى العقيل، ويدعى محمود، وثلاثة أبناء صغار لهؤلاء الرجال.

## أعمال البناء
قام منذر ببناء برج وسراي (مقر إقامة حكومي) في أبيه عام 1576. عندما كان حاكماً لبيروت، في عام 1620، قام ببناء مسجد جامع لا يزال يحمل اسمه، وهو مسجد الأمير منذر، الواقع في المركز التجاري للمدينة. ووصفه الصحافي سمير قصير بأنه "جوهرة مسجد صغيرة" و"الإرث المعماري الرئيسي لعصر فخر الدين [في بيروت].